# سيليكا (عملة)

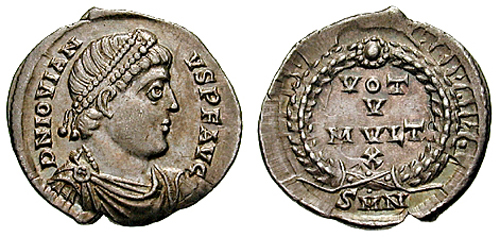
سيليكا للإمبراطور يوفيان (363–364).

السيليكا كانت عملة فضية صغيرة في الإمبراطورية الرومانية، بدأ صكها في القرن الرابع الميلادي، ضمن مساع لاستقرار النظام النقدي.

## التسمية
كلمة سيليكا مقتبسة من اللاتينية (باللاتينية: siliqua)، والتي تعني في الأصل «جرام واحد من الذهب» أو وزن حبة خروب، وقد استخدم هذا المصطلح في قانون جستنيان للإشارة إلى وحدة نقدية تساوي 1⁄24 من صوليدوس الذهبي.

## التاريخ
ظهرت السيليكا في عهد قسطنطين العظيم، وكانت تزن حوالي 2,24 غرامًا من الفضة، أي نصف وزن الصلدوس، ولهذا كانت تُعتبر تعادل نظريًا سيليكا واحدة من الذهب، بنسبة 1/24 من الصلدوس.
في سنة 353م، خُفّض وزن السيليكا إلى حوالي 2 غ، واستخدمت بشكل واسع في عهد قنسطانطيوس الثاني ويوليان المرتد. غالبًا ما كانت تصدر بمناسبة الاحتفالات السنوية الإمبراطورية، وتظهر على ظهرها عبارات التهاني مثل: VOTA MVLTA. صكت هذه العملات في بريطانيا الرومانية والمناطق الحدودية عند الراين والدانوب، حيث كانت القوات متمركزة، ويُعتقد أنها كانت تُستخدم كمكافآت للجنود (دوناتيفوم). في حين أن المناطق الشرقية للإمبراطورية كانت تعتمد أكثر على الذهب.
استمر إصدار السيليكا خلال عهد فالنتينيان الأول وفالنس. إلا أن الحكام المغتصبين مثل ماكسيموس وقسطنطين الثالث خفّضوا وزن السيليكا إلى نحو 1,35 غ، مما أدى إلى لجوء الناس إلى تقليم الحواف لاستغلال الفضة الزائدة من الإصدارات القديمة.
بعد الانقسام النهائي للإمبراطورية سنة 395م، كان فالنتينيان الثالث آخر من أصدر السيليكا في الغرب، بينما استمر استخدامها في الإمبراطورية البيزنطية تحت اسم «كيراتي» (من اليونانية بمعنى "حبة خروب")، وبقيت تُمثّل جزءا من 24 من النوميسما الذهبي.
وفي سنة 696م، أجرى عبد الملك بن مروان إصلاحا نقديا في الخلافة الأموية، واعتمد الدينار الذهبي بوزن 4.25 غ، مقسومًا إلى 20 قيراط، أي 0.2125 غرام لكل قيراط.
وتوجد قاعدة بيانات متخصصة تُدعى «Siliquae»، توثق جميع إصدارات السيليكا بين 337 و473م، بما في ذلك التزويرات القديمة والحديثة.

## الهوامش والمراجع
1. ↑  السيليكا، عملة رومانية فضية من القرن الرابع، موقع Sacra-moneta نسخة محفوظة 2019-03-23 على موقع واي باك مشين.
2. ↑  "sǐlǐqua". قاموس Gaffiot. مؤرشف من الأصل في 2025-02-22.
3. ↑  قانون جستنيان، الكتاب 4، الباب 32، الفقرة 26.
4. ↑  Remondon, Roger. La crise de l’Empire romain. PUF, 1970, ص. 147.
5. ↑  Paul Petit, Histoire générale de l’Empire romain, Seuil, 1974, ص. 671.
6. ↑  Depeyrot, 2006, ص. 108–109.
7. ↑  Ostrogorsky, 1977, ص. 219.
8. ↑  قاعدة Siliquae نسخة محفوظة 2024-06-13 على موقع واي باك مشين.

## مطالعة إضافية
- Depeyrot, Georges (2006). La monnaie romaine : 211 av. J.-C. – 476 apr. J.-C (بالفرنسية). Éditions Errance. p. 212. ISBN:978-2-87772-330-5.
- Ostrogorsky, George (1977). Histoire de l'État byzantin (بالفرنسية). Translated by Jean Gouillard. Payot. p. 647. ISBN:2-228-07061-0.